# Aminokiselina
U kemijskom smislu, aminokiseline su molekule koje sadrže amino skupinu (-NH2) i karboksilnu skupinu (-COOH). Njihova glavna biološka uloga je izgradnja bjelančevina, iako postoje i aminokiseline koje ne ulaze u sastav bjelančevina, a nazivaju se neproteinske aminokiseline (npr. ß-alanin, ornitin i citrulin). 
Aminokiseline su prirodni spojevi koji u prirodi rijetko dolaze u slobodnom stanju. Uglavnom su međusobno povezane u makromolekule peptida i proteina. U proteinima se nalazi samo dvadeset vrsta aminokiselina. Sve su one, osim prolina, α-aminokiseline jer su amino i karboksilne skupine vezane za isti, α-atom ugljika. Osim amino i karboksilne skupine, strukturu aminokiselina određuje i bočni lanac koji se naziva i ostatak i obilježava se s R. 

## Podjela aminokiselina
Iako se aminokiselinama mogu dati sustavna imena, npr. a-aminooctena kiselina, uobičajeno je da se upotrebljavaju trivijalna imena koja su jednostavnija. 
R-grupe sadrže karakteristične osobine pojedinih aminokiselina i mogu ih činiti alifatski ili aromatski bočni lanci koji mogu sadržavati druge reaktivne grupe koje mogu biti više ili manje polarne, hidrofilne ili hidrofobne, bazične ili kisele. R može biti atom vodika, alkilna skupina, aromatski prsten ili heterociklički prsten.
R - skupina predstavlja osnovu za podjelu aminokiselina:
1. Aminokiseline nepolarne R-skupine: alanin, valin, leucin, izoleucin, prolin, fenilalanin, triptofan, metionin.
2. Aminokiseline polarne R-skupine (-ON, -ЅN, -SONH2). Ove skupine omogućavaju formiranje vodikovih veza koje su osnova za formiranje viših oblika organizacije aminokiselina u molekulama proteina: serin, treonin, cistein, tirozin, asparagin, glutamin.
3. Aminokiseline s kiselom R-skupinom (s negativno naelektriziranim bočnim lancima): asparaginska kiselina i glutaminska kiselina.
4. Aminokiseline s bazičnom R-skupinom (s pozitivno naelektriziranim bočnim lancima): lizin, arginin, histidin.

Jedna od osnovnih podjela aminokiselina je i na desne i lijeve aminokiseline, a odnosi se na položaj amino-grupe u odnosu na ostatak lanca.

## Uloga
Najvažnija kemijska reakcija aminokiselina je formiranje peptidne veze koja omogućava povezivanje dviju aminokiselina i stvaranje lanca aminokiselina (peptidi i proteini). Peptidna veza je veza između karboksilne grupe jedne aminokiseline i amino grupe druge aminokiseline u kojoj se atom ugljika veže za atom dušika uz oslobađanje molekula vode.

## Esencijalne i neesencijalne
U sastav čovjekova organizma ulazi ukupno 20 aminokiselina. 10 od njih se mogu izgraditi u samom organizmu, dok je preostalih 10 nužno unijeti kroz ishranu. Aminokiseline koje čovjekov organizam nije u stanju sintetizirati, a nužne su za njegovo funkcioniranje, nazivaju se esencijalne aminokiseline.
Esencijalne:
- Arginin
- Histidin
- Leucin
- Izoleucin
- Lizin
- Metionin
- Fenilalanin
- Treonin
- Triptofan
- Valin

Neesencijalne:
- Alanin
- Asparagin
- Asparaginska kiselina
- Cistein
- Glutaminska kiselina
- Glutamin
- Glicin
- Prolin
- Serin
- Tirozin

## Fizikalna svojstva
Aminokiseline su najvećim dijelom kristalne čvrste tvari visokih tališta ( od 186 °C za glutamin, do 344 °C za tirozin), topive u vodi, a netopive u nepolarnim organskim otapalima.
Visoka tališta i topivost u vodi posljedica su njihove amfoternosti. One imaju svojstva kiselina i baza jer u istoj molekuli imaju karboksilnu i amino skupinu.
Karboksilna skupina otpušta proton (H), a amino skupina ga prima, pa amino skupina u čvrstom stanju iz molekulskog oblika prelazi u dipolni ion - "Zwitterion".

## Kemijska svojstva
Aminokiseline imaju jednake reakcije kao one na amino skupini amina i karboksilnoj skupini karboksilnih kiselina. Ako u R – skupini nalazimo i neke druge funkcionalne skupine, kao npr. –OH ili –SH, one im daju dodatna kemijska svojstva. Od posebne je važnosti reakcija kojom se molekule aminokiselina međusobno povezuju jer tom reakcijom nastaju za život važni spojevi peptidi i proteini.
Vrijednost pH pri kojoj je aminokiselina u dipolarnom obliku (zwitterion) čiji je neto-naboj 0, a koja je karakteristična za svaku pojedinu aminokiselinu naziva se izoelektrični pH ili izoelektrična točka. Jednaka je aritmetičkoj sredini pK vrijednosti nabijenih skupina koje sudjeluju u tvorbi dipolarnog oblika.  

## Nastajanje dipeptida
Dvije aminokiseline mogu se međusobno vezati tako da reakcijom između karboksilne skupine jedne i amino skupine druge aminokiseline nastane amid. Tako nastali amidi zovu se peptidi, a veza između njih je amidna (peptidna) veza. Prema broju aminokiselina u peptidu, oni mogu biti: dipeptidi (dvije aminokiseline), polipeptidi (veći broj aminokiselina, oko 50) i proteini. Polipeptidi i proteini su prirodni polimeri (poliamidi).
Ovisno o tom koja od aminokiselina reagira s amino skupinom ili karboksilnom skupinom, dvije se aminokiseline mogu međusobno vezati na dva načina. Zato iz dvije aminokiseline mogu nastati dva različita dipeptida u kojima aminokiselina na početku lanca ima slobodnu aminoskupinu, a ona na kraju lanca karboksilnu skupinu.